# Amastris reclusa
Amastris reclusa är en insektsart som beskrevs av Broomfield 1976. Amastris reclusa ingår i släktet Amastris och familjen hornstritar. Inga underarter finns listade i Catalogue of Life.